# 小松短期大学
小松短期大学（日语：／ Komatsu Tanki Daigaku *），简称Komatan，是過去一所位于日本石川县小松市的私立短期大学。

## 概要

### 简介
- 短期大学为于1988年开办[1]、由学校法人小松短期大学经营、是男女同校[2]。

### 历史
- 1988年 小松短期大学成立并同时设置一个学科即产业信息科[1]。
- 2005年 产业信息科改编为地区创造学科[注 1][3]。
- 2007年 分类管理专攻成立于专科[4]。
- 2009年 两个专攻成立于专科、以下列举[4]。
  - 临床工学专攻
  - 保健语言专攻
- 2020年 停辦。

### 宪章
- 请参看小松短期大学的标志 （页面存档备份，存于） （日語） 2014年2月13日阅览。

## 学校环境
- 校区：在石川县小松市

## 历任校长
- 中井重行：第一代短期大学校长[5]。
- 长野勇：现在短期大学校长[6]

## 组织

### 学科
- 地区创造学科[注 1]

### 专科
| - 分类管理专攻 - 临床工学专攻 - 保健语言专攻 |

### 业余课程
| - 没有 |

### 附属机关
| - 图书馆 |

## 相关链接
- 日本短期大学列表
- 公立小松大学